# Densztedia
Densztedia (Dennstaedtia Bernh.) – rodzaj paproci z rodziny denstediowatych Dennstaedtiaceae. Obejmuje 57 gatunków. Są to szeroko rozprzestrzenione w świecie rośliny, spotykane głównie w strefie międzyzwrotnikowej poza kontynentalną Afryką. Zasięg rodzaju obejmuje oba kontynenty amerykańskie od środkowego Chile i północnej Argentyny, poprzez Amerykę Środkową po Teksas oraz wschodnią część Ameryki Północnej od Florydy po Ontario i Quebec na północy. Rośliny te rosną w południowej i wschodniej Azji od Pakistanu po Rosyjski Daleki Wschód, a poprzez Archipelag Malajski sięgają do wschodniej Australii. Rosną poza tym na Madagaskarze. Opisywane są jako rośliny bardzo ekspansywne, często porastają rozległe przestrzenie na ubogich siedliskach. Są to paprocie naziemne, czasem zasiedlające też szczeliny skalne, rosnące na nasłonecznionych skałach i w cienistych lasach.
Niektóre gatunki uprawiane są jako ozdobne (zwłaszcza densztedia szorstkowłosa D. hirsuta, densztedia punktowana D. punctilobula i Dennstaedtia wilfordii). Dennstaedtia glauca wykorzystywana jest w Peru jako nawóz zielony.
Nazwa rodzajowa upamiętnia niemieckiego botanika – Augusta Dennstaedta (1776–1826).

## Morfologia

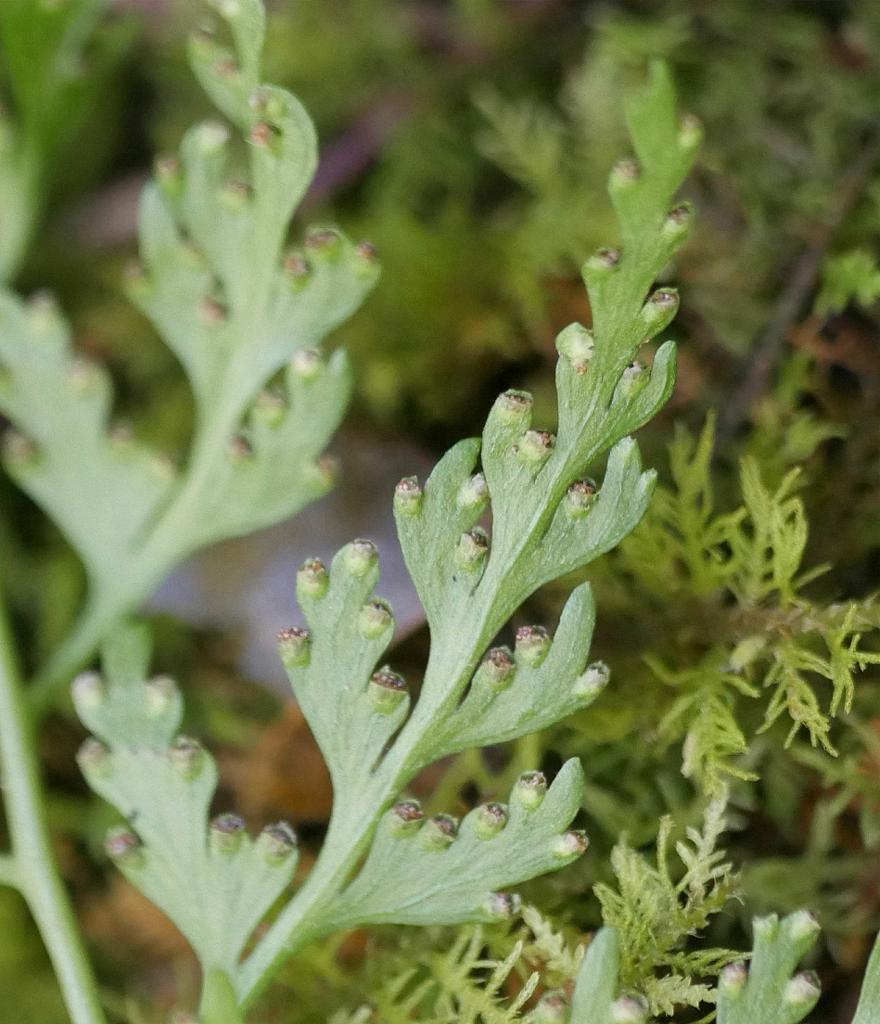
Odcinek liścia Dennstaedtia wilfordii od spodu, z kupkami zarodni

Pokrój i kłączePaprocie z kłączem podziemnym, długim lub krótkim, często tworzące mniej lub bardziej rozległe kolonie. Kłącze pokryte jest czerwonobrązowymi, wielokomórkowymi, zwykle sztywnymi włoskami, nigdy zaś łuskami.
LiścieWyrastają z kłącza zwykle w odstępach, czasem gęsto skupione, są łukowato wygięte lub proste. Osiągają od 0,4 do 3 m długości. Ogonki liściowe są nagie lub (częściej) owłosione, na przekroju wiązki przewodzące układają się w kształcie litery U lub O. Blaszki są 2–4-krotnie pierzaste, w ogólnym zarysie są lancetowate, jajowate lub trójkątne. Końcowe odcinki liści są lancetowate lub jajowate, ząbkowane do wcinanych. Wiązki w blaszce są wolne, pierzaste, nie sięgają brzegu blaszki i często są maczugowato rozszerzone na końcach.
ZarodnieZebrane w koliste kupki zarodni tworzące się na końcach wiązek przewodzących, okryte miseczkowatą zawijką.

## Systematyka
Pozycja systematyczna
Jeden z rodzajów z rodziny denstediowatych Dennstaedtiaceae. Jest rodzajem problematycznym taksonomicznie – w tradycyjnym ujęciu nie jest to takson monofiletyczny. 
Wykaz gatunków
- Dennstaedtia ampla (Baker) Bedd.
- Dennstaedtia anthriscifolia (Bory) T.Moore
- Dennstaedtia antillensis C.Chr.
- Dennstaedtia appendiculata (Wall. ex Hook.) J.Sm.
- Dennstaedtia arborescens Ekman ex Maxon
- Dennstaedtia arcuata Maxon
- Dennstaedtia articulata Copel.
- Dennstaedtia auriculata Navarrete & B.Øllg.
- Dennstaedtia bipinnata (Cav.) Maxon
- Dennstaedtia canaliculata Alderw.
- Dennstaedtia cicutaria (Sw.) T.Moore
- Dennstaedtia cornuta (Kaulf.) Mett.
- Dennstaedtia davallioides (R.Br.) T.Moore
- Dennstaedtia dennstaedtioides Copel.
- Dennstaedtia dissecta (Sw.) T.Moore
- Dennstaedtia distenta (Kunze) T.Moore
- Dennstaedtia elmeri Copel.
- Dennstaedtia flaccida (G.Forst.) Bernh.
- Dennstaedtia fusca Copel.
- Dennstaedtia glabrata (Ces.) C.Chr.
- Dennstaedtia glauca C.Chr. ex Looser
- Dennstaedtia globulifera Hieron.
- Dennstaedtia hirsuta (Sw.) Mett. ex Miq. – densztedia szorstkowłosa[5]
- Dennstaedtia hooveri Christ
- Dennstaedtia inermis (Baker) Brownlie
- Dennstaedtia macgregorii Copel.
- Dennstaedtia macrosora Navarrete & B.Øllg.
- Dennstaedtia madagascariensis (Kunze) Tardieu
- Dennstaedtia magnifica Copel.
- Dennstaedtia mathewsii C.Chr.
- Dennstaedtia merrillii Copel.
- Dennstaedtia novoguineensis (Rosenst.) Alston
- Dennstaedtia obtusifolia (Willd.) T.Moore
- Dennstaedtia parksii Copel. ex Morton
- Dennstaedtia paucirrhiza Navarrete & B.Øllg.
- Dennstaedtia penicillifera Alderw.
- Dennstaedtia philippinensis Copel.
- Dennstaedtia producta Mett.
- Dennstaedtia punctilobula (Michx.) T.Moore – densztedia punktowana[5]
- Dennstaedtia remota (Christ) Diels
- Dennstaedtia resinifera (Blume) Mett.
- Dennstaedtia rufidula C.Chr.
- Dennstaedtia samoensis (Brack.) T.Moore
- Dennstaedtia scandens (Blume) T.Moore
- Dennstaedtia shawii Copel.
- Dennstaedtia smithii (Hook.) T.Moore
- Dennstaedtia spinosa Mickel
- Dennstaedtia sprucei T.Moore
- Dennstaedtia sumatrana Alderw.
- Dennstaedtia terminalis Alderw.
- Dennstaedtia tryoniana Navarrete & B.Øllg.
- Dennstaedtia vagans Diels
- Dennstaedtia werckleana (Christ) Navarrete & B.Øllg.
- Dennstaedtia wercklei (Christ) R.M.Tryon
- Dennstaedtia wilfordii (T.Moore) Christ
- Dennstaedtia williamsii Copel.
- Dennstaedtia zeylanica (Sw.) Zink ex Fraser-Jenk. & Kandel